# Navicordulia vagans
Navicordulia vagans är en trollsländeart som först beskrevs av De Marmels 1989.  Navicordulia vagans ingår i släktet Navicordulia och familjen skimmertrollsländor. Inga underarter finns listade i Catalogue of Life.